# Harmony OS
Harmony OS (în limba chineză HongMeng OS) este un sistem de operare pentru dispozitive mobile dezvoltat de Huawei.  Harmony OS este open-source, concurent direct la Google Fuchsia și EMUI, bazat pe microkernel și cu propriul compilator ARK. De asemenea,  va suporta aplicațiile Android și HTML5 existente. Huawei va lansa sistemul de operare pe smartTV și va ajunge pe dispozitive mobile în 2020.
Harmony OS este în dezvoltare din 2017. Versiunea 1.0 a fost lansată pe 9 august 2019, iar versiunea 2.0 a fost lansată oficial în data de 03.06.2021 în cadrul unui eveniment Huawei, unde a fost prezentat pe ceasurile Huawei GT 3 si GT 3 PRO, dar si pe tableta MatePad Pro.Oficialii Huawei afirmă că Harmony OS este mai rapid și mai sigur decât Android sau iOS. 
Huawei a înregistrat denumirea Harmony OS la EUIPO (European Union Intellectual Property Office) în Uniunea Europeană și IPO (Intellectual Property Office) în UK. Denumirile anterioare pentru sistemul de operare includ Huawei Ark OS și Ark OS.